# Victoria de los Ángeles
Victoria de los Ángeles López García (Barcelona, 1 de noviembre de 1923-Barcelona, 15 de enero de 2005) fue una destacada e importante soprano española. 

## Biografía
Victoria de los Ángeles López García era hija del matrimonio formado por Bernardo López (fallecido en 1958) un bedel de la Universidad de Barcelona, natural de Fuengirola, y su esposa, Victoria García (fallecida en 1971), natural de la Puebla de Sanabria; de hecho, debía su nombre a la Virgen de las Victorias, patrona de la pequeña localidad sanabresa. Victoria de los Ángeles siempre reconoció su origen humilde y siempre estuvo muy unida a sus padres. Tuvo dos hijos, Juan Enrique Magriñá, nacido en 1963, y Alejandro Magriñá, que nació con síndrome de Down en 1968. Tuvo dos nietas, Claudia y Alejandra Magriñá.
Descubrió su vocación musical muy joven, y ganó diversos concursos de canto internacionales, en especial el festival de Ginebra.

## Inicios
Estudió en el Conservatorio Superior de Música del Liceo, donde se graduó en solo tres años, en 1941, cuando contaba 18 años de edad. En 1940 ganó un concurso de Radio Barcelona, lo que le permitió actuar por primera vez en un montaje de ópera, con el papel de Mimì en La Bohème de Puccini. Durante los años 40, colaboró con el conjunto instrumental Ars Musicae, dedicado a la música renacentista, donde posteriormente se formaron también intérpretes de la talla de Jordi Savall y Montserrat Torrent. Debutó en 1944 oficialmente en el Palacio de la Música Catalana, con un concierto que incluyó el estreno absoluto de la canción Damunt de tu només les flors, de Frederic Mompou.
En 1945 hizo su debut en una producción escenificada en el Gran Teatro del Liceo con el papel de la Condesa en Las bodas de Fígaro, de Mozart. Después ganó el primer premio en el concurso internacional de Ginebra de 1947. En 1948, interpretó en Londres La vida breve, de Manuel de Falla, acompañada por la orquesta de la BBC.

## Consagración
A partir de la obtención del premio en Ginebra, su carrera internacional se aceleró. En 1949 interpretó en la Ópera de París el papel de Marguerite en la ópera Fausto. En 1950 debutó en el Teatro de La Scala de Milán, el Festival de Salzburgo y en la Royal Opera House, donde fue la Mimi de La Bohème. 
Fue muy apreciada en el Teatro Colón de Buenos Aires entre 1952 y 1980 —en el primer coliseo argentino debutó como Madama Butterfly y se la recuerda por su actuación en Manon, Werther, El barbero de Sevilla, Pelléas et Mélisande, Las bodas de Fígaro y Lohengrin junto a Christa Ludwig— y en el Teatro de La Scala de Milán entre 1950 y 1956.
Actuó por primera vez en los Estados Unidos en octubre de 1950 con un recital en el Carnegie Hall. En marzo del año siguiente, hizo lo mismo en el Metropolitan Opera de Nueva York y cantó regularmente con esa compañía hasta 1961. En solo tres años y solo siete después de su debut, ya había cantado en los teatros más importantes del mundo. Realizó giras por Japón, Australia, Sudáfrica, Rusia y toda Europa.
Fue la primera cantante española en actuar en el Festival de Bayreuth (1961 y 1962). Interpretó el papel de Elisabeth, de Tannhäuser, a las órdenes del nieto de Richard Wagner, que quedó tan impresionado con su actuación que volvió a invitarla al año siguiente.
A lo largo de su carrera operística, interpretó el papel protagonista de más de 35 óperas, entre las que destacan La Bohème, Madama Butterfly, Fausto, La Traviata, Carmen, Le nozze di Figaro, Tannhäuser, Cavallería rusticana, Il barbiere di Siviglia , Otello, Lohengrin, o Don Giovanni. En 1980 interpretó su última ópera, Pelléas et Mélisande, en el Teatro de la Zarzuela (Madrid), dirigida por Antoni Ros-Marbà.

## Recitalista

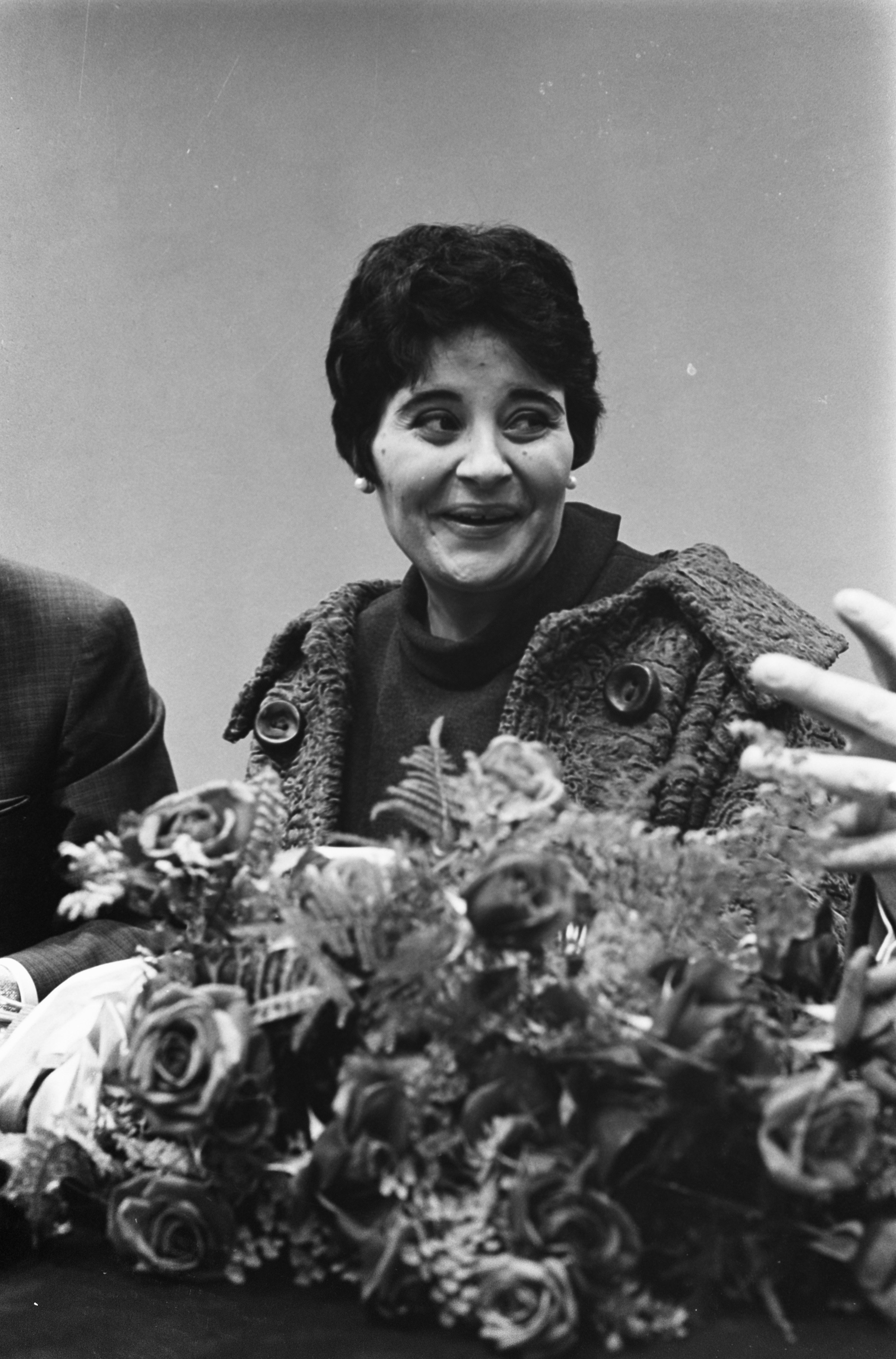
Victoria de los Ángeles en Schiphol, 1963

Paralelamente, se interesó por la música de cámara y desarrolló una amplia carrera como concertista. Realizó numerosos recitales, en los que combinaba lied alemán, melodía francesa y canción catalana y española. Desde finales de los años 1960, Victoria de los Ángeles se dedicó principalmente a esta faceta, que cultivó a lo largo de toda su vida. Es destacable la atención y la especial sintonía que siempre dedicó al lied, para asombro de los alemanes. A pesar de ello, siguió realizando algunas apariciones en la ópera (Carmen y Pelléas et Mélisande): su despedida de la ópera fue en el Teatro de la Zarzuela de Madrid en 1980, precisamente con el papel de Mélisande. Dio su último recital en 1997, a los 74 años. A lo largo de su trayectoria, colaboró con compositores como Frederic Mompou, Xavier Montsalvatge, Joaquín Rodrigo y Eduard Toldrà. 
Tenía voz de soprano lírica (o lírica spinto, como ella misma se consideraba), poseedora de un timbre inconfundible, supeditó siempre el lucimiento personal a las exigencias y el espíritu de la partitura. Los críticos coinciden en afirmar que la voz de Victoria era una de las más exquisitas y delicadas que haya dado el siglo XX. Sin poseer la belleza tímbrica de Tebaldi ni la fuerza dramática de Callas, era un compendio de una y otra. Siempre se señaló que sus agudos eran algo tirantes y metálicos, algo que tenía como contraprestación la posibilidad de cantar papeles de mezzosoprano, como Carmen o la Rosina de El Barbero de Sevilla. Fue sin duda una de las más grandes artistas que ha dado la ópera.

## Vida privada
Modelo de la antidiva, huyó de las alharacas inherentes a su profesión. Hay una anécdota que refleja perfectamente el carácter de Victoria y muestra el aprecio que suscitaba allá adonde iba: una vez, la gran Renata Tebaldi tuvo que abandonar el Metropolitan Opera House de Nueva York e ir a Italia, ya que había muerto su madre. Era Navidad y Rudolf Bing, gerente del teatro neoyorquino, le suplicó que sustituyera a la italiana en La Traviata. Victoria accedió y Bing, agradecido, hizo venir de Viena nada menos que a los Niños Cantores de Viena para que le dedicaran unos villancicos, lo que hicieron en medio de la ovación de un público entregado.
Aclamada en el escenario y maltratada por la vida, Victoria de los Ángeles tuvo que lidiar con tragedias reales que supo asumir y superar trasladándolas a su expresión vocal. Estuvo casada con Enrique Magriñá, con el que tuvo dos hijos. El mayor falleció unos años antes que ella, que le dejó dos nietas, Claudia y Alejandra Magriñá; el segundo, que padecía el síndrome de Down, falleció en 2019.  Su último concierto público fue el 28 de diciembre de 1997, acompañada por el pianista Albert Guinovart, en el Teatre Nacional de Catalunya de Barcelona. Retirada por decisión propia tras el fallecimiento de su hijo Juan Enrique Magriñá, no se volvió a tener noticias de ella hasta el 15 de enero de 2005, cuando murió víctima de una bronquitis a los 81 años.

## Grabaciones
Realizó gran número de grabaciones, entre ellas: Manon, La Bohème, Madama Butterfly, Fausto, Carmen, Werther, Pelléas et Mélisande, Les nuits d'eté. Su discografía es abundante, fundamentalmente la de la década de los 50. Basta con mirar su obra:
- Carmen, con Nicolai Gedda, dirigidos por sir Thomas Beecham (1958).
- I Pagliacci, con Jussi Björling y Leonard Warren, dirigidos por Renato Cellini (1953).
- Cavalleria rusticana, con Franco Corelli, dirigidos por Gabriele Santini (1962).
- Los cuentos de Hoffmann, con Nicolai Gedda y Elisabeth Schwarzkopf, dirigidos por Andre Cluytens (1965).
- La bohème, con Jussi Björling, dirigidos por sir Thomas Beecham (1955).
- Madama Butterfly, de la que hay dos grabaciones: la primera con Giuseppe di Stefano y Tito Gobbi, dirigidos por Gianandrea Gavazzeni (1954), y la segunda con Jussi Björling, dirigidos por Gabriele Santini (1959).
- Fausto, de Charles Gounod. con Nicolai Gedda, Boris Christoff, Ernest Blanc, Liliane Berton, Rita Gorr. Dirección André Cluytens (1959).
- El barbero de Sevilla, con Sesto Bruscantini y Luigi Alva, dirigidos por Vittorio Gui (1962).
- Simón Boccanegra, con Tito Gobbi y Boris Christoff, dirigidos por Gabriele Santini (1957).
- Melodies, con el pianista Gonzalo Soriano, una recopilación de canciones de compositores franceses (Gabriel Faure, Claude Debussy, Maurice Ravel y Reynaldo Hahn), (EMI Records ALP 2287, 1967).
- 20th Century Spanish Songs, también con Gonzalo Soriano, obras de Frederic Mompou, Joaquín Turina y Xavier Montsalvatge (Angel (S) 35775). Shéhérazade, 5 Mélodies Populaires Grecques, de Maurice Ravel, con Georges Pretre, Gonzalo Soriano, Orchestre de la Societe du Conservatoire Paris. (EMI Records, 1963).
- Manon, con Henry Legay, dirigidos por Pierre Monteux (1955), interpretación personal aún no superada.
- La traviata, de Verdi con Carlo del Monte, Mario Sereni y dirección de Tullio Serafín

## Premios
- 1940  Concurso Tres Cosacos de Radio Barcelona[6]
- 1947  Gran Premio Internacional de Ginebra
- 1955  Medalla de Oro del Gran Teatre del Liceu
- 1958  Medalla de Oro de la Ciudad de Barcelona
- 1963  Premio Edison  - Lazo de Alfonso X el Sabio  - Lazo de Isabel la Católica.
- 1965 Llave de Barcelona
- 1969  Premio Roma en el Teatro Sistina
- 1978 Premio Nacional de Música de España[7]
- 1979 Il Sagittario d'Oro
- 1980  Disco de oro per su grabación de La Bohème
- 1980 Medalla de la Ciudad de Madrid
- 1985  Medalla de Oro del Spanish Institute de Nueva York.
- 1987  Doctor honoris causa de la Universidad Barcelona
- 1990  Miembro de Honor de la Real Academia de San Fernando[8]
- 1991 Premio Príncipe de Asturias de las Artes junto con Montserrat Caballe, Teresa Berganza, José Carreras, Pilar Lorengar, Alfredo Kraus y Plácido Domingo.[9]
- 1993' Medalla de Oro de la Generalidad de Cataluña
- 1994  Legión de Honor de Francia
- 1998  Premio Fundación Jacinto Guerrero
- 1999  Premio SGAE a la Mejor artista de música clásica

### Otros reconocimientos
En 2007, transcurridos dos años desde el fallecimiento de la soprano Victoria de los Ángeles, se constituyó en Barcelona la Fundación Victoria de los Ángeles, cuya sede central se ubica en la Universidad de Barcelona, lugar de nacimiento de la insigne soprano. 
En 2023 se conmemora el centenario de su nacimiento con una serie de iniciativas culturales.
En 1992, participó en la Ceremonia de Clausura de los Juegos Olímpicos de Barcelona, que generó una agria polémica con entre los tenores Alfredo Kraus y José Carreras, en la que la soprano también se vio involucrada.